# Tyrannochthonius alabamensis
Espèce
Tyrannochthonius alabamensis est une espèce de pseudoscorpions de la famille des Chthoniidae.

## Distribution
Cette espèce est endémique d'Alabama aux États-Unis,. Elle se rencontre dans les comtés de Jackson et de Blount.

## Description
La femelle holotype mesure 1,59 mm, les femelles mesurent de 1,40 à 1,59 mm.

## Étymologie
Son nom d'espèce, composé de alabam[a] et du suffixe latin -ensis, « qui vit dans, qui habite », lui a été donné en référence au lieu de sa découverte, l'Alabama.

## Publication originale
- Muchmore, 1996 : The genus Tyrannochthonius in the eastern United States (Pseudoscorpionida: Chthoniidae). Part II. More recently discovered species. Insecta Mundi, vol. 10, p. 153-168 (texte intégral).